# Bananas (Fernsehsendung)/Episodenliste
Von der Fernsehreihe Bananas gab es 28 reguläre Folgen. Aus diesen Sendungen sind dann 12 Best-of-Folgen erstellt worden. 

## 1981

### 1. Folge
Erstausstrahlung: 24. März 1981
|    | Interpret            | Lied                            |
| -- | -------------------- | ------------------------------- |
| 1  | Fischer-Chöre        | Finkenwalzer                    |
| 2  | Racey                | Runaround Sue                   |
| 3  | Gitte                | Die Frau, die dich liebt        |
| 4  | Eddy Grant           | Do You Feel My Love             |
| 5  | Rosetta Stone        | Goodbye Guitarman               |
| 6  | Siw Inger            | Die Zeit ist reif               |
| 7  | Status Quo           | Somethin’ ’Bout You Baby I Like |
| 8  | Stefan Waggershausen | Bitte, Herr Doktor              |
| 9  | Shakin’ Stevens      | Marie Marie                     |
| 10 | Robert Palmer        | Looking for Clues               |

### 2. Folge
Erstausstrahlung: 28. April 1981
|   | Interpret          | Lied                    |
| - | ------------------ | ----------------------- |
| 1 | Lio                | Amoureux solitaires     |
| 2 | Vince Weber        | Vince the Prince        |
| 3 | Oliver Onions      | Lulu                    |
| 4 | Judie Tzuke        | Stay with Me till Dawn  |
| 5 | Madness            | Embarrassment           |
| 6 | Judy Cheeks        | Mercy                   |
| 7 | Milva              | Freunde, die keine sind |
| 8 | Gilbert O’Sullivan | Hello it’s Goodbye      |
| 9 | Caro               | Wanderlust              |

### 3. Folge
Erstausstrahlung: 23. Juni 1981
|    | Interpret                  | Lied                                    |
| -- | -------------------------- | --------------------------------------- |
| 1  | Ellen Foley                | The shuttered Palace                    |
| 2  | Marius Müller-Westernhagen | Ladykiller                              |
| 3  | Mireille Mathieu           | Du musst mir gar nichts von Liebe sagen |
| 4  | Stray Cats                 | Rock this Town                          |
| 5  | Alice                      | Per Elisa                               |
| 6  | The Teens                  | Eloise                                  |
| 7  | Kim Wilde                  | Kids in America                         |
| 8  | Dire Straits               | Romeo and Juliet                        |
| 9  | Zeltinger Band             | Asi mit Niwoh                           |
| 10 | Kiki Dee                   | Star                                    |

### 4. Folge
Erstausstrahlung: 14. Juli 1981
|    | Interpret                    | Lied                                    |
| -- | ---------------------------- | --------------------------------------- |
| 1  | Supercharge                  | Peaches and Cream                       |
| 2  | Doris D & the Pins           | Dance on                                |
| 3  | Spliff Radio Show            | Rock ’n Roll Refugee                    |
| 4  | Alex et les Lézards          | Maman je craque                         |
| 5  | Gianna Nannini               | Occhi aperti                            |
| 6  | Volker Lechtenbrink          | Zugbekanntschaft                        |
| 7  | Max Werner                   | Rain in May                             |
| 8  | Gilbert Bécaud & Ireen Sheer | Liebe auf Eis                           |
| 9  | Helen Schneider              | Shadows of the Night                    |
| 10 | Grace Jones                  | I’ve Seen That Face Before (Libertango) |

### 5. Folge
Erstausstrahlung: 11. August 1981
|    | Interpret                          | Lied                     |
| -- | ---------------------------------- | ------------------------ |
| 1  | Liquid Gold                        | Don’t Panic              |
| 2  | Albert Hammond                     | When I’m Gone            |
| 3  | Hazel O’Connor                     | D-Days                   |
| 4  | Udo Jürgens                        | Ich sah nur sie          |
| 5  | The Pretenders                     | Bad Boys Get Spanked     |
| 6  | Peter, Sue & Marc                  | Birds of Paradise        |
| 7  | Deutsch Amerikanische Freundschaft | Der Räuber und der Prinz |
| 8  | Nick Hall                          | Leave my Woman to me     |
| 9  | Gitte                              | Etwas ist geschehen      |
| 10 | Fumble                             | Wasn’t that a Party      |

### 6. Folge
Erstausstrahlung: 8. September 1981
|    | Interpret                            | Lied                       |
| -- | ------------------------------------ | -------------------------- |
| 1  | Eddy Grant                           | I Love You, Yes I Love You |
| 2  | Vicky Leandros                       | Wieder frei                |
| 3  | Wishbone Ash                         | Get Ready                  |
| 4  | Loredana Bertè                       | E la luna bussò            |
| 5  | Roxy Music                           | Jealous Guy                |
| 6  | Iggy Pop                             | Bang Bang                  |
| 7  | BAP                                  | Ne schöne Jrooß            |
| 8  | Barclay James Harvest                | Back to the Wall           |
| 9  | Nichts                               | Radio                      |
| 10 | Catherine Deneuve & Serge Gainsbourg | Ces petits riens           |

## 1982

### 7. Folge
Erstausstrahlung: 26. Januar 1982
|    | Interpret                  | Lied                           |
| -- | -------------------------- | ------------------------------ |
| 1  | The Pointer Sisters        | Should I Do It                 |
| 2  | Anita Meyer                | Why Tell Me, Why               |
| 3  | The Kinks                  | Give the People What They Want |
| 4  | Howard Carpendale          | Gesicht in der Menge           |
| 5  | Ideal                      | Eiszeit                        |
| 6  | Alice                      | Una Notte speciale             |
| 7  | Phil Collins               | Thunder and Lightning          |
| 8  | Marius Müller-Westernhagen | Dass du mich verlässt          |
| 9  | Marianne Faithfull         | Truth, bitter Truth            |
| 10 | Roberta Kelly              | Patty Cake                     |

### 8. Folge
Erstausstrahlung: 23. Februar 1982
|    | Interpret         | Lied                                  |
| -- | ----------------- | ------------------------------------- |
| 1  | Smokie            | Jet lagged                            |
| 2  | Rondò Veneziano   | Rondò Veneziano                       |
| 3  | Lonzo             | Leo, leg dich                         |
| 4  | Christopher Cross | Arthur’s Theme (Best That You Can Do) |
| 5  | Earth & Fire      | Dream                                 |
| 6  | Loredana Bertè    | Ninna Nanna                           |
| 7  | The Blues Band    | Who’s right, who’s wrong              |
| 8  | Ingrid Peters     | Berührungen                           |
| 9  | Ultravox          | The Voice                             |
| 10 | Hot Gossip        | I don’t depend on you                 |

### 9. Folge
Erstausstrahlung: 23. März 1982
|    | Interpret                      | Lied                        |
| -- | ------------------------------ | --------------------------- |
| 1  | Vicky Leandros & Demis Roussos | Je t’aime mon amour         |
| 2  | Trio                           | Da Da Da                    |
| 3  | Schroeder Roadshow             | So ein Tag, so wunderschön  |
| 4  | Achim Reichel                  | Ich hab von dir geträumt    |
| 5  | Ph. D.                         | I Won’t Let You Down        |
| 6  | Shalamar                       | Playing to win              |
| 7  | Lulu                           | I could never miss you      |
| 8  | Copes                          | Hold on                     |
| 9  | Udo Lindenberg                 | Grande Finale               |
| 10 | Julio Iglesias                 | Du bist mein erster Gedanke |
| 11 | Emmylou Harris                 | Rose of Cimarron            |

### 10. Folge
Erstausstrahlung: 27. April 1982
|    | Interpret                     | Lied                              |
| -- | ----------------------------- | --------------------------------- |
| 1  | B. A. Robertson & Maggie Bell | Hold me                           |
| 2  | Demis Roussos                 | Lament                            |
| 3  | United Balls                  | Pogo in Togo                      |
| 4  | Stefan Waggershausen          | Es geht mir gut                   |
| 5  | Depeche Mode                  | See You                           |
| 6  | Veronika Fischer              | Und doch bleibt ein Zaun ein Zaun |
| 7  | Nox Nox                       | Straight to L.A.                  |
| 8  | Peter Maffay                  | Eiszeit                           |
| 9  | Jawoll                        | Taxi                              |
| 10 | Al Bano & Romina Power        | Felicità                          |

### 11. Folge
Erstausstrahlung: 25. Mai 1982
|    | Interpret    | Lied                           |
| -- | ------------ | ------------------------------ |
| 1  | Vanessa      | Upside down                    |
| 2  | Foreigner    | Break it up                    |
| 3  | Kim Wilde    | View from a Bridge             |
| 4  | Status Quo   | Dear John                      |
| 5  | Judy Collins | Memory                         |
| 6  | Dr. Hook     | Baby Makes Her Blue Jeans Talk |
| 7  | Claudia Mori | Non succedera piu              |
| 8  | Melissa      | Hanky Panky with Joe           |
| 9  | Joseph Beuys | Sonne statt Reagan             |
| 10 | Cheetah      | Spend the Night                |

### 12. Folge
Erstausstrahlung: 29. Juni 1982
|    | Interpret                  | Lied                          |
| -- | -------------------------- | ----------------------------- |
| 1  | The Jets                   | Love Makes the World Go Round |
| 2  | Julie Wallis               | Wild Thing                    |
| 3  | Kid Creole & the Coconuts  | Stool Pigeon                  |
| 4  | Trio                       | Sabine Sabine Sabine          |
| 5  | Roni Griffith              | Desire                        |
| 6  | Wolf Maahn                 | Sag mir, wo die Blumen sind   |
| 7  | Rocky Sharpe & the Replays | Come on let’s go              |
| 8  | Barbara Dickson            | Run like the Wind             |
| 9  | Udo Lindenberg             | Jacques Gelee                 |
| 10 | Ricky Shayne               | Ich brauch dich               |
| 11 | Kelly Marie                | I need your Love              |

### 13. Folge
Erstausstrahlung: 27. Juli 1982
|    | Interpret                  | Lied             |
| -- | -------------------------- | ---------------- |
| 1  | Helen Schneider            | Hot Summer Nites |
| 2  | Rondò Veneziano            | San Marco        |
| 3  | Jeronimo                   | Heya             |
| 4  | Monsoon                    | Ever so lonely   |
| 5  | Hot Chocolate              | Girl Crazy       |
| 6  | Bärchen und die Milchbubis | Muskeln          |
| 7  | ZaZa                       | Zauberstab       |
| 8  | Relax                      | I wui schlafa    |
| 9  | Mike Oldfield              | Five Miles out   |
| 10 | Alice                      | Messaggio        |
| 11 | Adam Ant                   | Goody Two Shoes  |

### 14. Folge
Erstausstrahlung: 2. November 1982
Thema der Comedy-Szenen: Märchen
|    | Interpret                       | Lied                                       |
| -- | ------------------------------- | ------------------------------------------ |
| 1  | Gianna Nannini                  | Latin Lover                                |
| 2  | Dire Straits                    | Industrial Disease                         |
| 3  | Al Bano & Romina Power          | Tu, soltanto tu                            |
| 4  | Marius Müller-Westernhagen      | Ich hab keine Lust mehr im Regen zu stehen |
| 5  | Haysi Fantayzee                 | John Wayne Is Big Leggy                    |
| 6  | BAP                             | Kristallnaach                              |
| 7  | Kate Bush                       | Suspended in Gaffa                         |
| 8  | Trio                            | Anna – Lassmichrein Lassmichraus           |
| 9  | Dexys Midnight Runners          | Come On Eileen                             |
| 10 | Extrabreit & Marianne Rosenberg | Duo Infernal                               |

## 1983

### 15. Folge
Erstausstrahlung: 29. März 1983
|    | Interpret                         | Lied                  | Anmerkungen                |
| -- | --------------------------------- | --------------------- | -------------------------- |
| 1  | Orchestral Manoeuvres in the Dark | Genetic Engineering   |                            |
| 2  | Haysi Fantayzee                   | Shiny Shiny           |                            |
| 3  | Taco                              | Singin’ in the Rain   |                            |
| 4  | Alan & Denise                     | Rummenigge            |                            |
| 5  | Ixi                               | Der Knutschfleck      |                            |
| 6  | United Balls                      | Gänseblümchen         | Ausschnitt aus Formel Eins |
| 7  | KC and the Sunshine Band          | Give It Up            |                            |
| 8  | Icehouse                          | Hey Little Girl       |                            |
| 9  | Hans Hartz                        | Nur Steine leben lang |                            |
| 10 | Mike Batt                         | Love makes you crazy  |                            |
| 11 | Linda Ronstadt                    | Tell him              |                            |

### 16. Folge
Erstausstrahlung: 26. April 1983
|    | Interpret          | Lied                       |
| -- | ------------------ | -------------------------- |
| 1  | Tané Cain          | Holdin' on                 |
| 2  | De Blanc           | Temptation                 |
| 3  | Nena               | Kino                       |
| 4  | Marianne Faithfull | Running for our Lives      |
| 5  | Snäp!              | Elisabeth                  |
| 6  | Blancmange         | Living on the Ceiling      |
| 7  | Marina Occhiena    | Serenata                   |
| 8  | Missing Persons    | Windows                    |
| 9  | Gary Brooker       | Lead me to the Water       |
| 10 | Trio               | Bum bum                    |
| 11 | Bonnie Tyler       | Total Eclipse of the Heart |

### 17. Folge
Erstausstrahlung: 24. Mai 1983
|    | Interpret                     | Lied                                 |
| -- | ----------------------------- | ------------------------------------ |
| 1  | Anne Bertucci                 | Number One Contender                 |
| 2  | Phillip Goodhand-Tait         | Heartbeat                            |
| 3  | The Coconuts                  | Did You Have to Love Me Like You Did |
| 4  | Lilli Berlin & Zeltinger Band | True Love                            |
| 5  | Thompson Twins                | Love On Your Side                    |
| 6  | Ina Deter Band                | Neue Männer braucht das Land         |
| 7  | Peter Tosh                    | Johnny B. Goode                      |
| 8  | Rose Laurens                  | Africa                               |
| 9  | Eurythmics                    | Sweet Dreams                         |
| 10 | Frida                         | Here We’ll Stay                      |
| 11 | Peter Schilling               | Die Wüste lebt                       |

### 18. Folge
Erstausstrahlung: 14. Juni 1983
|    | Interpret                  | Lied                                 |
| -- | -------------------------- | ------------------------------------ |
| 1  | Rock Goddess               | My Angel                             |
| 2  | John Miles                 | The Right to Sing                    |
| 3  | Georg Danzer               | Es ist so schön, ein Schwein zu sein |
| 4  | Ellen Foley                | Boys in the Attic                    |
| 5  | Schroeder Roadshow         | Bonn bei Nacht                       |
| 6  | Caro                       | Waiting                              |
| 7  | Tommy James                | Say Please                           |
| 8  | Marius Müller-Westernhagen | Lieber Gott                          |
| 9  | Mother’s Finest            | Secret Service                       |
| 10 | Amazulu                    | Cairo                                |

Angekündigt war außerdem Neue Heimat mit dem Titel Aloahee, kam aber in der Sendung nicht vor.

### 19. Folge
Erstausstrahlung: 12. Juli 1983
|    | Interpret              | Lied                                      |
| -- | ---------------------- | ----------------------------------------- |
| 1  | Wham!                  | Bad Boys                                  |
| 2  | Jim Capaldi            | That’s Love                               |
| 3  | Dexys Midnight Runners | The Celtic Soul Brothers                  |
| 4  | Men at Work            | It’s a Mistake                            |
| 5  | La Dolce Vita          | Junge, komm bald wieder                   |
| 6  | Modern Romance         | Don’t Stop That Crazy Rhythm              |
| 7  | Kajagoogoo             | Hang on Now                               |
| 8  | Jona Lewie             | Love Detonator                            |
| 9  | Berlin                 | Sex (I’m a...)                            |
| 10 | Eddy Grant             | War Party                                 |
| 11 | Elton John             | I Guess That’s Why They Call It the Blues |

### 20. Folge
Erstausstrahlung: 6. September 1983
|    | Interpret                | Lied                          |
| -- | ------------------------ | ----------------------------- |
| 1  | Julien Clerc             | Lilli voulait aller danser    |
| 2  | Icehouse                 | Street Café                   |
| 3  | Nona Hendryx             | Transformation                |
| 4  | Joe Fagin                | Why don’t we spend the Night? |
| 5  | Kim Wilde                | Love Blonde                   |
| 6  | The Nits                 | Nescio                        |
| 7  | Helen Schneider          | Price of Love                 |
| 8  | Coati Mundi              | Como esta usted?              |
| 9  | KC and the Sunshine Band | Gimme Some More               |
| 10 | Elton John               | I’m Still Standing            |
| 11 | Marina Arcangeli         | Il tempo di morire            |

### 21. Folge
Erstausstrahlung: 4. Oktober 1983
Die Comedy-Szenen spielen im Salzburger Land
|    | Interpret                     | Lied                                                  |
| -- | ----------------------------- | ----------------------------------------------------- |
| 1  | UB40                          | Red Red Wine                                          |
| 2  | Culture Club                  | Karma Chameleon                                       |
| 3  | Nina Hagen                    | Zarah (Ich weiß, es wird einmal ein Wunder geschehen) |
| 4  | Max Werner                    | Roadrunner                                            |
| 5  | Cliff Richard                 | Never Say Die (Give a Little Bit More)                |
| 6  | Tracey Ullman                 | They Don’t Know                                       |
| 7  | Antonello Venditti            | Grazie Roma                                           |
| 8  | Taco                          | Superphysical Resurrection                            |
| 9  | Paul Young                    | Come Back and Stay                                    |
| 10 | Genesis                       | Mama                                                  |
| 11 | Mike Oldfield & Roger Chapman | Shadow on the Wall                                    |

## 1984

### 22. Folge
Erstausstrahlung: 10. Januar 1984
|    | Interpret         | Lied                           |
| -- | ----------------- | ------------------------------ |
| 1  | Laid Back         | High Society Girl              |
| 2  | Tina Turner       | Let’s Stay Together            |
| 3  | David Knopfler    | Soul kissing                   |
| 4  | Marie Deutschland | Frau Trude                     |
| 5  | Rock Steady Crew  | (Hey You) The Rock Steady Crew |
| 6  | Yello             | Lost Again                     |
| 7  | Kiss              | All Hell’s Breakin’ Loose      |
| 8  | Yes               | Owner of a Lonely Heart        |
| 9  | Trio              | Turaluraluralu                 |
| 10 | Kim Carnes        | You Make My Heart Beat Faster  |
| 11 | Paul Young        | Love of the Common People      |

### 23. Folge
Erstausstrahlung: 21. Februar 1984
|    | Interpret                           | Lied                        |
| -- | ----------------------------------- | --------------------------- |
| 1  | Musical Youth                       | Whatcha talkin’ bout        |
| 2  | Edo Zanki                           | Come on                     |
| 3  | Marilyn                             | Calling your Name           |
| 4  | Melissa                             | We all live together so bad |
| 5  | Wolf Maahn & die Deserteure         | Schlagerstar                |
| 6  | Deutsch-Österreichisches Feingefühl | Love me                     |
| 7  | Marius Müller-Westernhagen          | Lass uns leben              |
| 8  | The Cure                            | The Love Cats               |
| 9  | Roger Chapman                       | How how how                 |
| 10 | Cosa Rosa                           | Gefühle                     |
| 11 | Shakin’ Stevens & Bonnie Tyler      | A Rockin’ Good Way          |

### 24. Folge
Erstausstrahlung: 27. März 1984
|    | Interpret                    | Lied                     |
| -- | ---------------------------- | ------------------------ |
| 1  | Bette Midler                 | Beast of Burden          |
| 2  | Steinwolke                   | Zugvögel                 |
| 3  | Tracey Ullman                | My Guy                   |
| 4  | Snowy White                  | Bird of Paradise         |
| 5  | INXS                         | Original Sin             |
| 6  | Dolly Dots                   | She’s a Liar             |
| 7  | Boulevard                    | Rainy Day in London      |
| 8  | Stefan Waggershausen & Alice | Zu nah am Feuer          |
| 9  | Matt Bianco                  | Get Out of Your Lazy Bed |
| 10 | Roger Daltrey                | Walking in My Sleep      |
| 11 | Status Quo                   | Going Down Town tonight  |

Angekündigt war Toni Basil anstelle der Dolly Dots.

### 25. Folge
Erstausstrahlung: 29. Mai 1984
|    | Interpret              | Lied                       |
| -- | ---------------------- | -------------------------- |
| 1  | Tim Finn               | Fraction too much Friction |
| 2  | Peter Schilling        | Terra Titanic              |
| 3  | Duran Duran            | The Reflex                 |
| 4  | Alphaville             | Sounds Like a Melody       |
| 5  | Nino de Angelo         | Unchained Love             |
| 6  | Propaganda             | Dr. Mabuse                 |
| 7  | Eddy Grant             | Romancing the Stone        |
| 8  | Kajagoogoo             | Turn Your Back on Me       |
| 9  | Stephan Remmler & Nina | Feuerwerk                  |
| 10 | Cyndi Lauper           | Time After Time            |
| 11 | Rod Stewart            | Infatuation                |

### 26. Folge
Erstausstrahlung: 21. August 1984
Thema der Comedy-Szenen: Urlaub in Bad Wiessee und Umgebung
|    | Interpret       | Lied                              |
| -- | --------------- | --------------------------------- |
| 1  | King Kurt       | Banana Banana                     |
| 2  | Chi Coltrane    | I’m Gonna Make You Love Me        |
| 3  | Robert Linn     | Let’s do Holidays                 |
| 4  | Jimmy Cliff     | Reggae Night                      |
| 5  | Eartha Kitt     | I Love Men                        |
| 6  | Edoardo Bennato | E Arrivato un Bastimento          |
| 7  | Jodie Rocco     | Call me tonight                   |
| 8  | Haindling       | Du Depp                           |
| 9  | Mike Oldfield   | To France                         |
| 10 | Berlin          | No More Words                     |
| 11 | Nik Kershaw     | I Won’t Let the Sun Go Down on Me |

Von den Auftritten sind acht in Bad Wiessee und Umgebung aufgenommen worden, die übrigen in den Bavaria Studios.

### 27. Folge
Erstausstrahlung: 13. September 1984 um 21.00 Uhr
Dauer: 30 Minuten
|   | Interpret        | Lied                            |
| - | ---------------- | ------------------------------- |
| 1 | Tirami Su        | Zwei Schritte                   |
| 2 | Lisa Lagoda      | Love is a Crime                 |
| 3 | Veronika Fischer | Du willst deinen Spaß           |
| 4 | Sade             | Smooth Operator                 |
| 5 | Dalbello         | Gonna Get Close to You          |
| 6 | Annabel Lamb     | So Lucky in Bed                 |
| 7 | Nena             | Irgendwie, irgendwo, irgendwann |

### 28. Folge
Erstausstrahlung: 2. Oktober 1984
|    | Interpret                     | Lied                               |
| -- | ----------------------------- | ---------------------------------- |
| 1  | Juice Newton                  | Can’t Wait All Night               |
| 2  | Marie Deutschland             | Königin der Nacht                  |
| 3  | Rod Stewart                   | Some Guys Have All the Luck        |
| 4  | Michael Cretu                 | Schwarzer Engel                    |
| 5  | Nox Nox                       | 10 vor 10                          |
| 6  | Jermaine Jackson & Pia Zadora | When the Rain Begins to Fall       |
| 7  | Herbert Grönemeyer            | Alkohol                            |
| 8  | Alphaville                    | Forever Young                      |
| 9  | Kim Wilde                     | The Second Time                    |
| 10 | Paul Young                    | I’m Gonna Tear Your Playhouse Down |
| 11 | Tina Turner                   | Private Dancer                     |